# Inportunus
Flavius Inportunus war ein spätantiker weströmischer patricius und Konsul im frühen 6. Jahrhundert n. Chr.
Inportunus gehörte zur alten aristokratischen Familie der Decier. Er war Sohn des Konsuls des Jahres 480, Caecina Decius Maximus Basilius. Im Jahr 509 wurde Inportunus, noch jung, ordentlicher Konsul. Noch im selben Jahr mussten sich Inportunus und sein Bruder Theodorus wegen Gewalttätigkeiten bei Wettrennen in Rom verantworten.
Zwischen 509 und 511 wurde Inportunus zum patricius ernannt. Sein älterer Bruder Albinus (Konsul des Jahres 493) wurde 522/23 in eine politische Affäre verwickelt, die ihn letztlich wohl das Leben kostete. Im Herbst 525 begleitete Inportunus mit seinem Bruder Theodorus und Agapitus Papst Johannes I. nach Ravenna, um den Ostgotenkönig Theoderich zu einer milderen Politik gegenüber der katholischen Kirche zu bewegen. Er wurde mit dem Papst und einigen Bischöfen von Theoderich nach Konstantinopel gesandt, um die Forderungen Theoderichs beim oströmischen Kaiser Justin I. durchzusetzen. Nach der Rückkehr aus Konstantinopel wurde Inportunus mit anderen Gesandten von Theoderich ins Gefängnis geworfen. Ob er dort starb ist, ist ungewiss.